# Північне кладовище (Ростов-на-Дону)
Північний цвинтар Ростова-на-Дону (рос. Северное кладбище Ростова-на-Дону) — найбільший по займаній площі цвинтар в Європейській частині Росії. Один з найбільших некрополів у Європі.

## Історія
Відкрито у 1972 році. Займає територію понад 400 га. Кількість поховань — понад 500 тисяч. Станом на 2009 рік кількість поховань становила 355034 на площі 355 га. На кладовищі функціонує крематорій, однак більшість родичів померлих надає перевагу ритуалу традиційного поховання. На Північному кладовищі розташовуються також Свято-Покровський храм-каплиця, колумбарій, адміністративні споруди, фірми, які займаються виготовленням надмогильних споруд.
З території кладовища курсує автобус, інтервал руху — 30 хвилин.
Кладовище постійно розширюється. У літні місяці кількість поховань доходить до 50 чоловік в день.
З східного боку кладовище межує з орними землями радгоспу «Темерницький». З північної сторони до цвинтаря примикає новий житловий мікрорайон «Суворовський», розташований на землях колишнього радгоспу СКВО. В 300 м від південно-східної частини кладовища розташувалися магазини «Ашан» і «Леруа-Мерлен». На південно-західній стороні кладовища (за його територією) розташовані незаконні поховання домашніх тварин.
Престижні квартали біля входу на кладовище знаходяться під постійним відеонаглядом та охороною, щоб вилучити вандалізм і руйнування цінних надгробків і пам'ятників.
Комп'ютерна база даних адміністрації кладовища має можливість пошуку поховань, здійснених з грудня 1974 року.

## Відомі люди, поховані на кладовищі
- Алексєєв Павло Федорович (1912—1985) — радянський військовий льотчик, Герой Радянського Союзу.
- Андріанов Владислав Вадимович (1951—2009) — радянський і російський співак, соліст вокально-інструментального ансамблю «Лейся, песня».
- Бушнов Михайло Ілліч (1923—2014) — радянський і російський актор театру і кіно, народний артист СРСР (1985)
- Ворович Йосип Миколайович-Гіршевич (1920—2001) — радянський і російський математик, академік РАН.
- Ганус Ігор Вікторович (1954—1996) — донський архітектор, автор проектів ряду церков.
- Дижечко Герман Юрійович (1962—2008) — російський рок-музикант, засновник групи «Матросская тишина».
- Назаретов Кім Аведикович (1936—1993) — російський піаніст і джазовий музикант.
- Ніколаєв Валентин Володимирович (1924—2004) — радянський борець класичного стилю, Олімпійський чемпіон, Заслужений майстер спорту СРСР.
- Ожигова Тетяна Анатоліївна (1944—1989) — радянська театральна актриса, народна артистка РРФСР (1983)
- Печерський Олександр Аронович (1909—1990) — офіцер Червоної армії, керівник єдиного успішного повстання у концтаборі в роки Другої світової війни.
- Слепченко Василь Рудольфович (1962—1991) — російський художник, член товариства «Мистецтво або смерть».
- Ципкалов Геннадій Миколайович (1973—2016) — державний діяч квазі-державного утворення Луганська Народна Республіка, прем'єр-міністр ЛНР з 26 серпня 2014 по 26 грудня 2015 року.
- Шатворян Гурген Ісаакович (1919—1975) — радянський борець греко-римського стилю, чемпіон світу.

## Фотогалерея

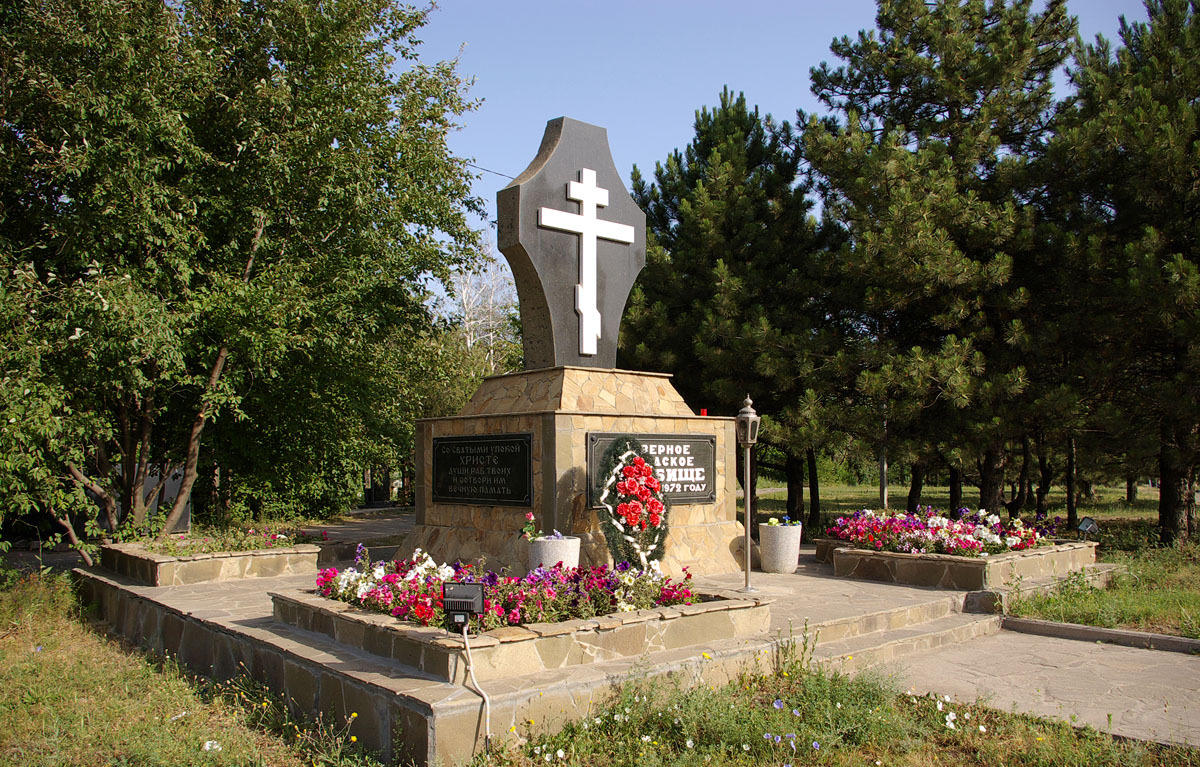
Поклінний камінь біля в'їзду на Північне кладовище
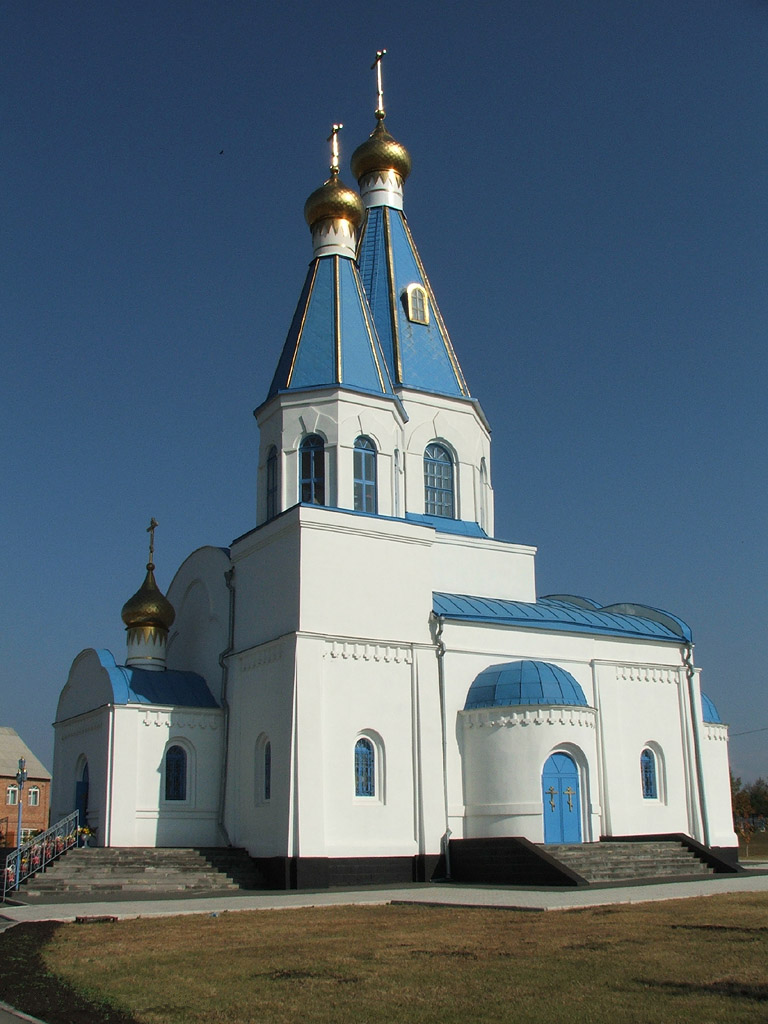
Храм Покрови Пресвятої Богородиці
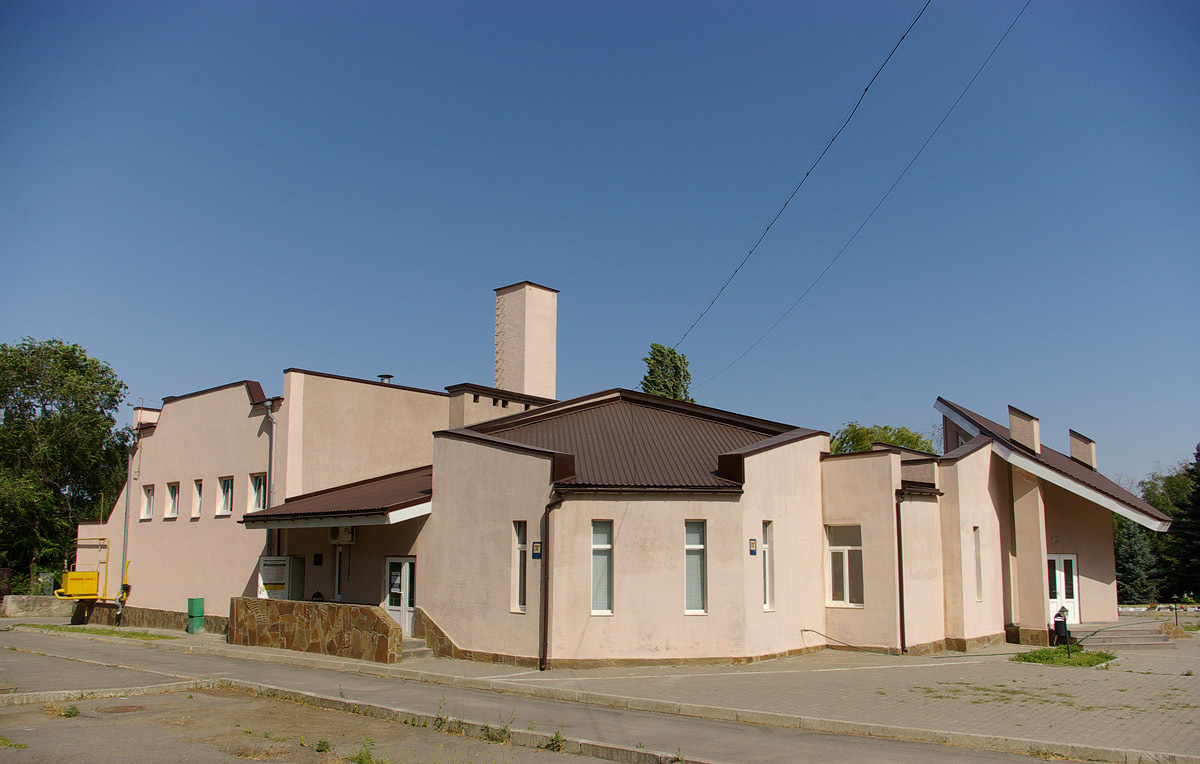
Крематорій Північного кладовища